# Geelkeelnontimalia
De geelkeelnontimalia (Schoeniparus cinereus synoniem: Alcippe cinerea) is een zangvogel uit de familie Pellorneidae.

## Verspreiding en leefgebied
Deze soort komt voor van Nepal tot noordoostelijk Myanmar, zuidelijk China (Yunnan) en noordelijk Laos.